# Carretera general Santa Cruz-Laguna
La carretera general Santa Cruz-Laguna o   TF-180  tenía su origen en la Avenida Islas Canarias a la altura del barrio santacrucero de la Cruz del Señor y, tras recorrer las principales poblaciones de la zona (La Cuesta, La Higuerita, Finca España, Gracia), terminaba en la Avenida de los Menceyes en La Laguna.
En 2022 el Cabildo cedió la titularidad del único tramo que todavía gestionaba, que trascurría desde la plaza Sixto Machado hasta el límite entre los municipios de Santa Cruz de Tenerife y San Cristóbal de La Laguna, al ayuntamiento del primero. Esto se debe al desarrollo urbano de los márgenes de la vía, dando lugar a una serie de deficiencias fruto de la naturaleza de la vía.

## Galería

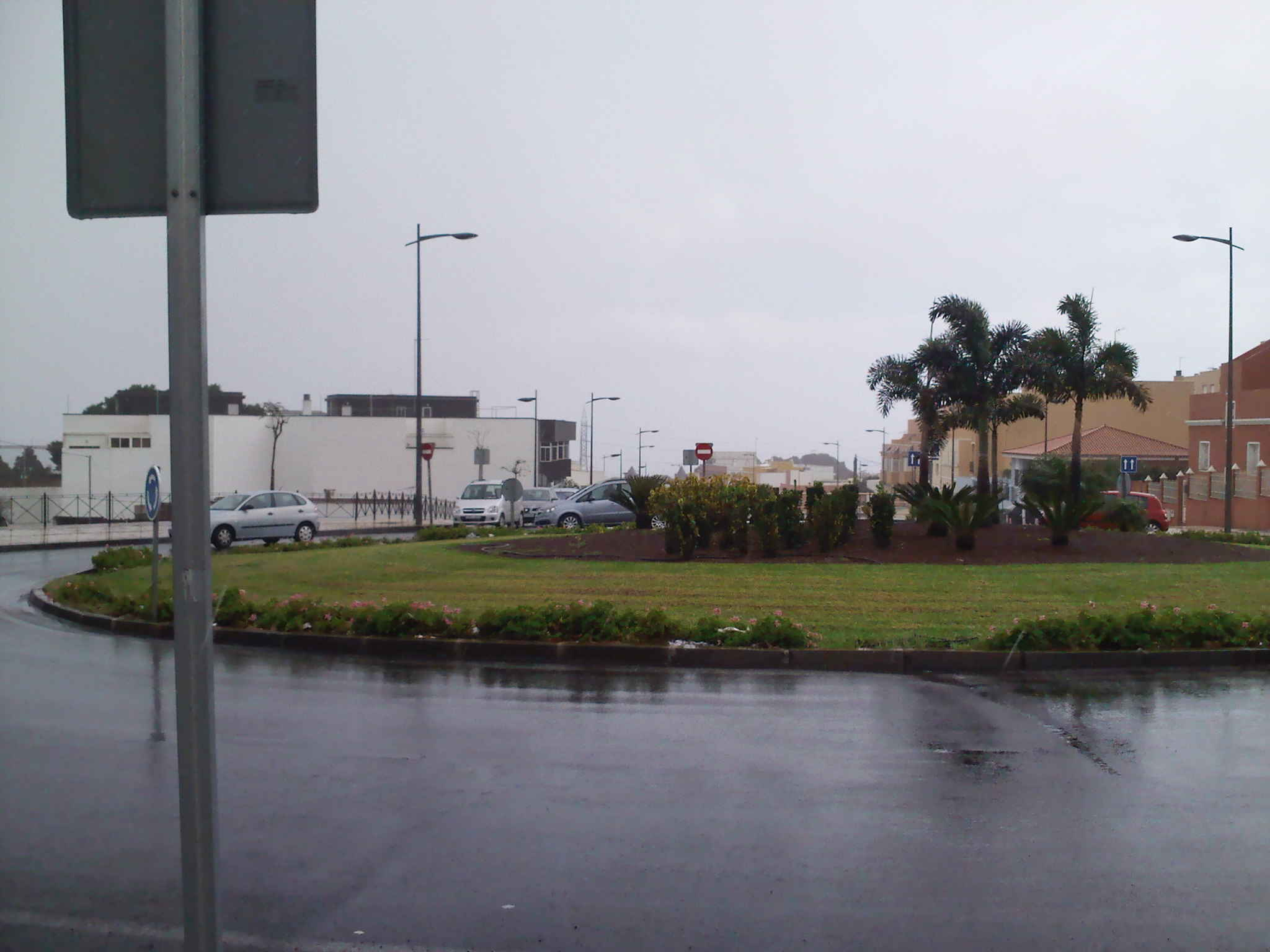
Carretera General desde la rotonda de entrada a Finca España.
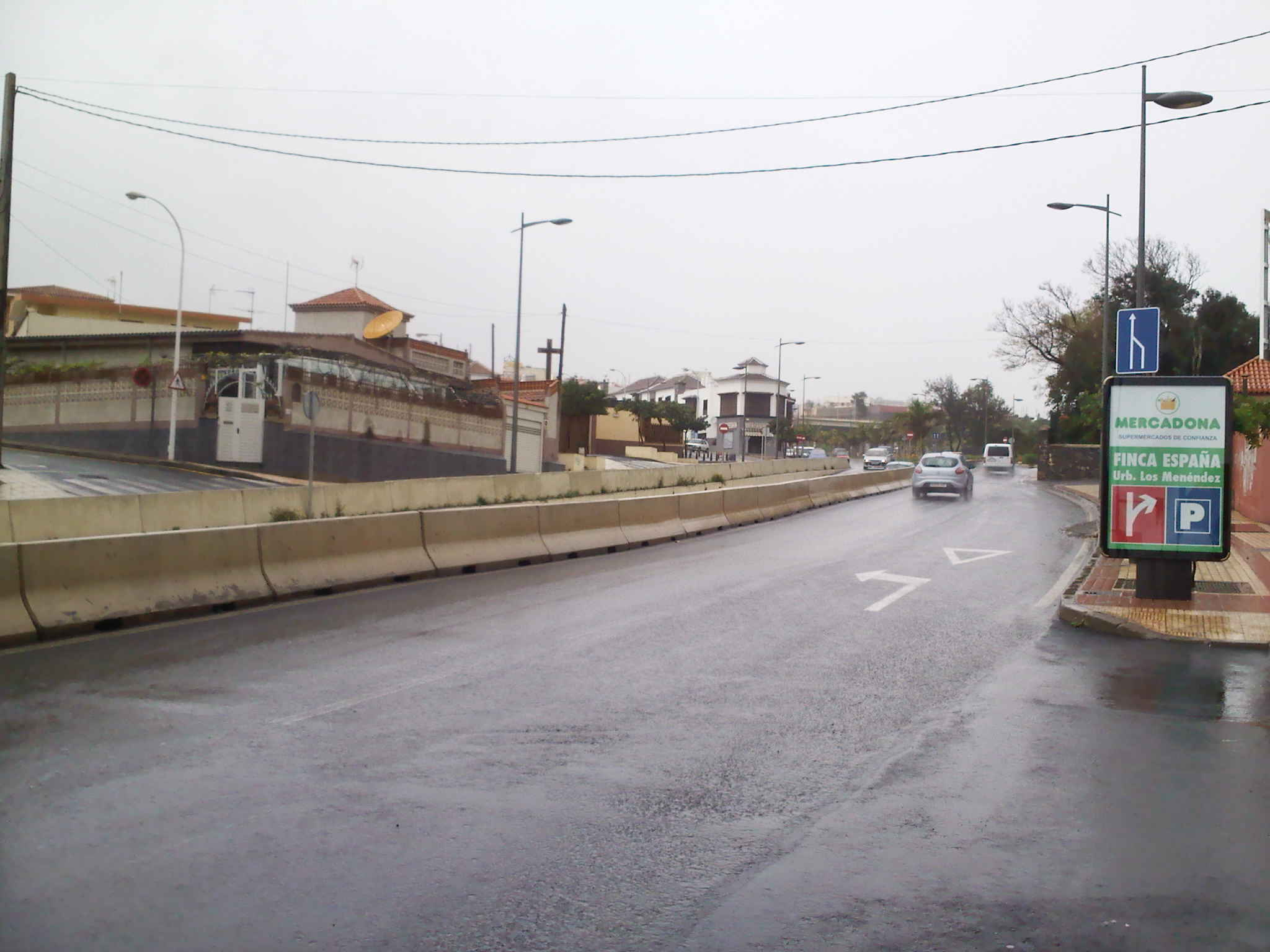
Carretera General desde Finca Mckay (Finca España).
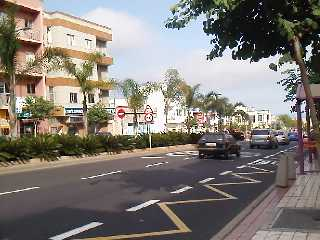
Carretera a su paso por La Cuesta.